# Chronixx
Jamar Rolando McNaughton, mais conhecida como Chronixx (10 de outubro de 1992), é um cantor e compositor de Spanish Town, Jamaica.
Seu álbum de estreia, intitulado Chronology e lançado em 2017, foi indicado ao Grammy na categoria Melhor Álbum de Reggae.